# 중국의 대학교
이 문서는 중국의 대학교에 대해서 서술한다.
중국의 대학교(中國의 大學校)는 1898년 청나라 허베이성 베이징에 징쓰 대학당을 설립 이후 이루어진 중국의 대학 교육 문화이다.

## 대학입시제도

### 대학입학시험
중국의 대학 입학시험은 까오카오(高考, 일반대학입학 전국통일시험으로 중국판 ‘대학수학능력시험’에 해당)이다.

### 문제점
- 시험과 그 시험을 준비하는 과정은 중국이 필요로 하는 혁신적인 인재상을 키워내는 것과 거리가 멀다.[1]
- 이 시험은 수학 부문 정도를 제외하면 주입식 교육과 암기에 크게 의존하는 시험이다.[2]
- 중국 학생들은 고교 마지막 3년을 오로지 시험을 위한 암기로 보내기에 시진핑 주석이 제시한 미래 비전인 “지식 경제”에 필요한 창의력이나 팀워크 같은 것을 습득할 시간은 전혀 없다.[3]

### 입시제도 개혁
중국에서 대학입시제도 개혁은 교육제도개혁의 역점 분야이자 핵심과제로 사회 전체의 주목을 받고 있다. 중국은 1977년 입시제도가 부활된 이래 입시계획 조정, 입시 형식·내용 개혁, 전형체제 개혁, 감독관리 시스템 개혁, 까오카오 종합개혁 시범사업 등을 통해 대입전형 체제를 꾸준히 보완하고 있고 최근에는 대학입시에서 온라인 전형을 도입하였는데, 이는 학생 모집의 효율성과 형평성을 높였다. 또한 특별한 재능을 가진 학생을 추가로 선발하기 위해 일부 대학의 자주선발전형(自主招生)을 허용함으로써 혁신적인 능력을 갖춘 인재도 선발할 수 있게 되었다.

### 처벌사례
1. 2020년 까오카오에서 조직적으로 커닝을 한 학생에게 유기징역 3년에 집행유예 5년 및 벌금 6,000위안(한화 약 120만원)을 선고하였다.[5]
2. 2020년 까오카오 미술 시험에서 대학생이 수험생을 대신해 실기시험을 치르다가 적발되어 구류 5개월에 집행유예 1년을 선고 받고, 대리 시험을 시도한 수험생 2명에게는 각각 유기징역 3년 8개월과 3년 2개월을 실형을 선고하였다.[6]
3. 2022년 까오카오 때 몰래 반입한 핸드폰으로 시험문제를 촬영한 후 SNS를 통해 시험장 외부에 전달하고 다시 답을 받을 혐의로 해당 시험의 점수 전체가 무효로 처리하였다.[7]
4. 2022년 까오카오 전에 모 SNS에 까오카오와 관련 없는 게시물을 올린 후, 까오카오 시험장에서 촬영한 사진으로 해당 게시물을 수정한 다음 “까오카오 문제 족집게”인 것처럼 꾸민 일당이 적발되었다.[8]

## 중국의 대학교
- 베이징대학교 베이징대학교 웹사이트
- 칭화대학교 칭화대학교 웹사이트
- 상하이교통대학교 상하이교통대학교 웹사이트
- 절강대학교 절강대학교 웹사이트

## 같이 보기
- 분류:중국의 대학교
- 분류:타이완의 대학교
- 분류:마카오의 대학교
- 분류:홍콩의 대학교